# Walter Ernstberger
Walter Ernstberger (* 23. August 1913 in Pforzheim; † Juni/Juli 1945 in Sagan) war ein deutscher SS-Obersturmführer und Schutzhaftlagerführer im KZ Groß-Rosen.

## Leben
Ernstberger war der Sohn eines Maurerpoliers. Nach dem Ende seiner Schullaufbahn begann er eine Lehre zum Remonteur, die er jedoch nicht abschloss. Er leistete den freiwilligen Arbeitsdienst ab und trat 1934 zunächst der SA bei und kurz darauf der SS (SS-Nummer 270.670). Zum 1. Mai 1937 trat er der NSDAP bei (Mitgliedsnummer 5.546.899). Zunächst war er bei einer Wachtruppe eingesetzt. Er gehörte ab 1936 dem Kommandanturstab im KZ Sachsenhausen und ab 1939 jenem im KZ Mauthausen an. Ab 1940 war er als Rapportführer im KZ Mauthausen eingesetzt. Er wurde 1941 zum SS-Obersturmführer der Waffen-SS befördert, dem höchsten Rang, den er innerhalb dieser NS-Organisation erreichte. Als Arbeitseinsatzführer war er 1942 unter dem Schutzhaftlagerführer Wilhelm Schitli im KZ Arbeitsdorf eingesetzt.
Als Nachfolger Anton Thumanns wurde er im Februar 1943 Schutzhaftlagerführer im KZ Groß-Rosen. Im Zuge des Vorrückens der Roten Armee wurde das KZ Groß-Rosen Anfang Februar 1945 geräumt und nur Ernstberger blieb mit etwa 120 SS-Männern zur Bewachung von 60 bis 70 Funktionshäftlingen im Lager zur Spurenbeseitigung zurück: Neben der Verbrennung belastenden Aktenmaterials mussten die verbliebenen Häftlinge auch Leichen verscharren. Kurz bevor die letzten SS-Männer das KZ Groß-Rosen verließen, wurden noch Häftlinge entdeckt, die sich im Zuge der Todesmärsche von KZ-Häftlingen im Lager versteckt hatten. Ernstberger befahl die Erschießung der Aufgefundenen.
Nach Kriegsende beging Ernstberger in der Internierung Suizid.